# Авторское право в Российской империи
Авторское право в Российской империи — совокупность правовых норм в Российской империи, регулирующая отношения авторов, издателей и общества, защищающая интеллектуальную собственность.
Изначально в России не существовало такого понятия как авторское право и неимущественные права авторов не охранялись вообще. Также литературные издательства были либо государственными учреждениями, либо имели очень ограниченные возможности, так как правительство сдерживало их развитие с помощью выдачи особых документов — привилегий, без которых была невозможна издательская деятельность. Во второй половине XVIII века такие привилегии выдавались издательствам, обязавшимся издавать только иностранную литературу. Выдача привилегий частным типографиям была начата Екатериной II, затем свёрнута Павлом I, но снова возобновлена Александром I.
В начале XIX века М. М. Сперанский с поручения императора Александра I подготовил проект манифеста «О привилегиях на разные изобретения и открытия в ремеслах и художествах», защитившего права изобретателей, но всё ещё никак не коснувшегося искусства.
Авторское право в России как таковое зародилось в конце 1820-х годов и на протяжении всего XIX века неразрывно было связано с цензурой. Согласно «Положению о правах Сочинителей» срок охраны произведений стал действовать в течение всей жизни автора и 25 лет после его смерти. Главным условием обладания авторскими правами было соблюдение Цензурного устава, в противном случае автор лишался всех прав на своё произведение.
В результате реформы авторского права в 1857 году, срок его охраны увеличился до 50 лет после смерти автора. Также было применено правило ретроактивности, по которому новый срок охраны применялся и к тем работам, которые ещё не перешли в общественное достояние. Одним из поводов для его увеличения стало скорое истечение срока охраны авторских прав на произведения А. С. Пушкина.
В начале 1860-х годов Российская империя заключила два соглашения: с Францией и Бельгией, что позволило авторам этих стран получать гонорары за переводы их произведений за границей. Примерно в это же время в Европе активизируется деятельность международных литературных конгрессов, делающих шаги по направлению к принятию международной конвенции авторского права. Наконец, в 1886 году 10 государств без участия России подписывают первую и действующую до сих пор международную конвенцию об охране литературных и художественных произведений, значительно повлиявшую на международное авторское право. Более того, Российская империя начала игнорировать призывы других стран о присоединении к Бернской конвенции и установлению юридических отношений между авторами и издателями разных стран. Вместо этого в России конца XIX века процветала контрафакция.
В 1911 году был принят новый закон «Об авторском праве», значительно обновивший законодательство в области интеллектуальной собственности и поставивший его почти вровень с развитыми европейскими правопорядками.

## Предпосылки авторского права
Первым известным примером авторского вознаграждения за литературный труд в России считается оплата в 1669 году жалованья дьяку Ф. А. Грибоедову от царя Алексея Михайловича за книгу «История о царях и великих князьях». Произведение не было издано, но в конце рукописи сказано, что за свой труд Грибоедов получил «40 соболей, да в приказе 50 рублёв денег, отлас, камку, да придачи к поместному окладу 50 четей, денег 10 рублёв. А книга взята к великому государю в Верх».
Россия значительно отставала от Европы в законотворчестве касательно интеллектуальной собственности. В то время как на Западе к XVIII веку из привилегий на издания литературных произведений появляется мысль о необходимости защиты интересов авторов, в Российской империи только возникают такие привилегии.
Примечателен случай, произошедший в 1761 году с переводчиком С. С. Волчковым. Будучи секретарём Академии наук, он занимался переводами иностранных книг, печатал их в академической типографии и продавал. В это же время член академии И. И. Тауберт без согласия Волчкова печатал его переводы и даже продавал их. Волчков попросил Сенат оградить его литературный труд, на что Сенат повелел создать новую типографию для печати переводов Волчкова, кроме переведённых им по служебной обязанности за жалование. Доход от продажи выпущенных книг поступал в казну с вычетом 1/12 в пользу Волчкова.

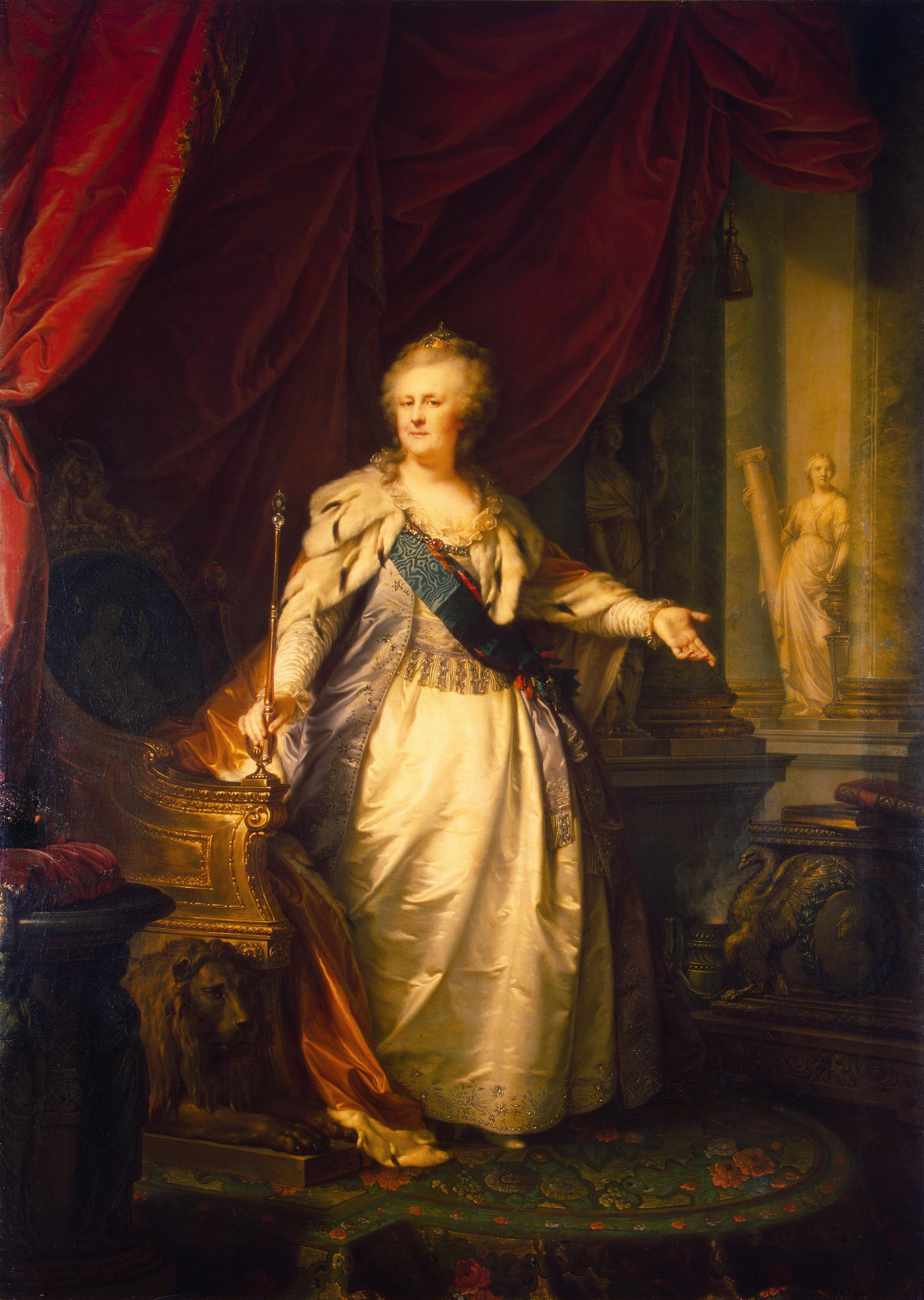
Императрица Екатерина II, сделавшая первый шаг к созданию частных типографий в России

В XVIII веке в Российской империи законодательство в сфере книгоиздательства было ориентировано на организации, учреждённые правительством и пользующиеся его поддержкой. Таким образом в России была государственная монополия привилегий на издательскую деятельность. В 1732 году из-за жалоб Академии наук в Российскую империю был запрещён ввоз её изданий, перепечатанных за рубежом.
Первая частная типография в стране открылась только в 1771 году, тогда же была введена цензура на иностранную литературу. Разрешение на открытие первой частной (вольной) типографии было выдано немцу Иоганну Гартунгу, однако он имел право издавать только литературу на иностранных языках.
На Российском языке никаких книг, ни сочинений не печатать, дабы прочим казённым Типографиям в доходах их подрыву не было.Из Указа 1771 года
Примерно в это же время начинает свою деятельность в России другой немец — Иоганн Шпор. Он, видя как Екатерина II даровала Гартунгу привилегию на открытие частной типографии, пишет прошение о даровании ему такой же привилегии. Однако получил он эту привилегию только в 1776 году. Позже Шпор стал владельцем крупнейшей в России типографии и книжного магазина в Петербурге, способствовал изданию «Путешествия из Петербурга в Москву» Александра Радищева.
Вольные типографии, появившиеся в Петербурге благодаря привилегиям императрицы, как и в Европе получали привилегии на продажу напечатанных книг. Каждая типография получала исключительное право на печать произведений, впервые напечатанных в её стенах.
Российское законодательство в сфере защиты интеллектуальной собственности отставало от европейского: в развитых странах Европы к этому времени установилось чёткое понимание авторского права как частной привилегии для авторов произведений. В России привилегии на издание работ всё ещё выдавались издательствам, а не авторам. Последние, по сути, не имели никаких прав на свои произведения. Ещё одной специфичной чертой российского законодательства была жёсткая цензура печатных изданий.
Всё же создание вольных типографий было разрешено Указом Екатерины II от 15 января 1783 года. Однако этот Указ показался слишком либеральным Павлу I и был отменён в 1796 году. Несмотря на это, взошедшему на престол Александру I были близки идеи бабушки, и он вновь разрешил открывать вольные типографии. Доминирующая роль государства в издательском деле сохранялась вплоть до середины XIX века.

## Манифест 1812 года
К концу XVIII века наблюдается заинтересованность государства в разделении привилегий на материальные и интеллектуальные, происходит поиск формы для защиты интересов изобретателей. Развитие международных и внешнеэкономических связей побудило правительство пересмотреть принципы выдачи привилегий. Причиной стало получение в 1811 году иностранцами Гереном и Елгундом привилегии на винокуренный прибор от императора Александра I, который был изобретён Адамом и Бераром. Через некоторое время обнаружилось, что некий Сидоров также использовал такое же устройство. Возник вопрос: кто у кого позаимствовал идею устройства нового винокуренного прибора и кто его на самом деле изобрёл? Однако этот вопрос не имел смысла по причине формулировки в постановлении Комитета министров: «Если кто-либо до обнародования привилегии производил, скажем, винокурение по той же системе, то правообладатель привилегии не мог лишить его права продолжить производство сие по сей системе».

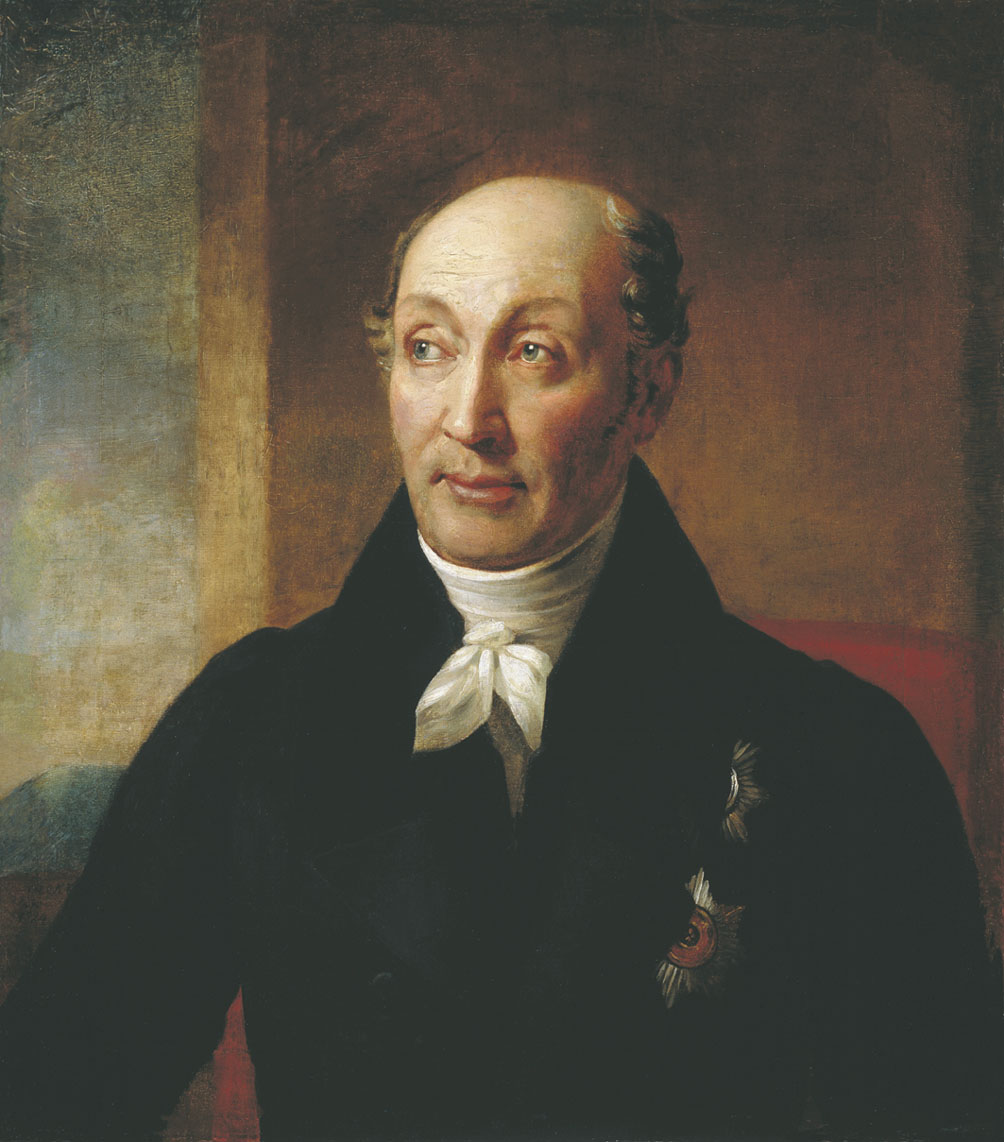
М. М. Сперанский, автор и главный составитель Манифеста 1812 года

Далеко не все члены правительства поддерживали практику выдачи привилегий изобретателям, но госсекретарь М. М. Сперанский был уверен в их необходимости. Он считал, что подобного рода привилегии, во-первых, поощряют изобретателей, во-вторых, освобождают их от хранения тайны и, в-третьих, дают понять обществу, когда свободно можно будет воспользоваться плодами работы изобретателя. Александр I дал поручение Сперанскому подготовить докладную записку по данному вопросу. Текст этой докладной записки лёг в основу первого российского закона об охране интеллектуальной собственности. Государственный совет одобрил проект Манифеста «О привилегиях на разные изобретения и открытия в ремеслах и художествах» в марте 1812 года, а уже в июне он был подписан императором Александром I. Привилегия в Манифесте 1812 года определялась как «свидетельство, удостоверяющее факт предъявления изобретения правительству как собственности предъявителя».
Манифест содержал шесть разделов. Раздел I описывал сущность привилегий на изобретения и открытия, раздел II раскрывал порядок выдачи привилегий, в III разделе определялась форма привилегий, IV раздел устанавливал сроки действия привилегий, в V разделе были перечислены основания для прекращения привилегии, раздел VI устанавливал срок судебного разбирательства. Привилегией на изобретение являлось свидетельство, которое выдавалось предъявившему своё изобретение правительству. Однако любое лицо в суде имело право оспаривать своё право на это изобретение. Также закон предоставлял право выдачи привилегий на изобретения и открытия, сделанные за границей, но при условии что их до этого нигде не описывали и не использовали в Российской империи. Такие привилегии имели равные права с выданными отечественным изобретателям. В случае поступления подобных заявлений сразу от нескольких лиц, приоритет предоставлялся первому, кто подал заявление. Текст привилегий наносился на пергамент и содержал в обязательном порядке имя владельца, дату подачи, описание изобретения, срок его действия, факт уплаты госпошлины, подпись и печать министра внутренних дел. Продолжительность привилегий устанавливалась по желанию заявителя, но не более, чем на 10 лет.

## Положение о вознаграждении драматургам 1827 года
13 ноября 1827 года вступило в силу «Положение о вознаграждении сочинителям и переводчикам драматических пьес и опер, когда они будут приняты для представления на Императорских Театрах». В первом параграфе документа указано, что произведения авторов отдавались в собственность Императорских театров, хотя это было не так и противоречило названию Положения: право собственности оставалось за авторами, отдавшими свои произведения «для представления» в Императорские театры.
Положение разделяло драматические произведения на 5 классов и в зависимости от класса предписывало вознаграждения авторам и переводчикам в следующем порядке:
| Класс | Пояснение | Вознаграждение                                     |
| ----- | --- | -------------------------------------------------- |
| I.    | Оригинальные трагедии и комедии в стихах в 5 или 4 действиях, а также музыка больших опер. | 1/10 от сборов.                                    |
| II.   | Оригинальные трагедии и комедии в стихах в 3 действиях; оригинальные прозаические трагедии, комедии и драмы в 5 или 4 действиях; переводы трагедий и комедий в стихах в 5 или 4 действиях; музыка средних опер.                                                                                                   | 1/15 от сборов.                                    |
| III.  | Оригинальные комедии в стихах в 2 или 1 действии; оригинальные прозаические трагедии, комедии, драмы и мелодрамы в 3 действиях; переводы стихотворных трагедий и комедий в 3 действиях; переводы отличных прозаических иностранных пьес в 5 или 4 действиях, оригинальные водевили в 3 действиях, музыка оперетт. | 1/20 от сборов.                                    |
| IV.   | Оригинальные прозаические комедии и драмы в 2 или 1 действии; переводы комедий в стихах в 2 или 1 действии; переводы отличных иностранных прозаических пьес в 3 или 2 действиях; оригинальные водевили в 1 или 2 действиях.                                                                                       | 1/30 от сборов.                                    |
| V.    | Переводы мелких прозаических пьес и водевилей в 1 действии. | Приобретаются за плату, не превышающую 500 рублей. |

Вознаграждения авторам, перечисленные в § 8 отчисляются из ⅔ поступившего сбора. Положения Вознаграждения авторам показываемых на сценах Императорских театров произведений полагались на протяжении всей жизни, но после их смерти произведения переходили в общественное достояние. Островский обращает внимание, что в первых параграфах документа нет чёткого обозначения относительно оплаты за переводы: неясно за какие полагается поспектакльная плата, а за какие единовременное вознаграждение. По его мнению, такая неясность в будущем привела к злоупотреблениям и заполнила репертуар «множеством ненужных произведений». § 11 позволял организаторам ставить вместе с оригинальной небольшой по объёму пьесой оперу или балет, в таком случае автор произведения получал свой процент вознаграждения только от половины вырученных средств. § 12 гласит:
Если сбор с пьесы первых трёх классов будет простираться: в лучшее время до половины первого сбора, а в остальное до четверти, то таковую пьесу Театральное Начальство обязано представить в первый год не менее шести раз, а в последующие не менее двух раз, из которых одно представление даётся в лучшее время.
По словам Островского, этот параграф, призванный защитить и стимулировать популярных авторов, на деле никогда не исполнялся, как будто его не существовало, тем самым отнимая заработок у драматурга.
Положение 1827 года также устанавливает максимальную сумму, за которую автор может продать своё произведение театрам без права получения отчислений с постановок: I класса — 4000 рублей, II — 2500 рублей, III — 2000 рублей и IV — 1000 рублей.

## Цензурный устав и Положение 1828 года
В 1816 году Министерство народного просвещения издало распоряжение о том, чтобы при предоставлении издателями рукописей на цензуру вместе с ними представлялись доказательства прав издателя на издание рукописи. Другими словами, впервые издатель был поставлен в зависимость от авторского права.

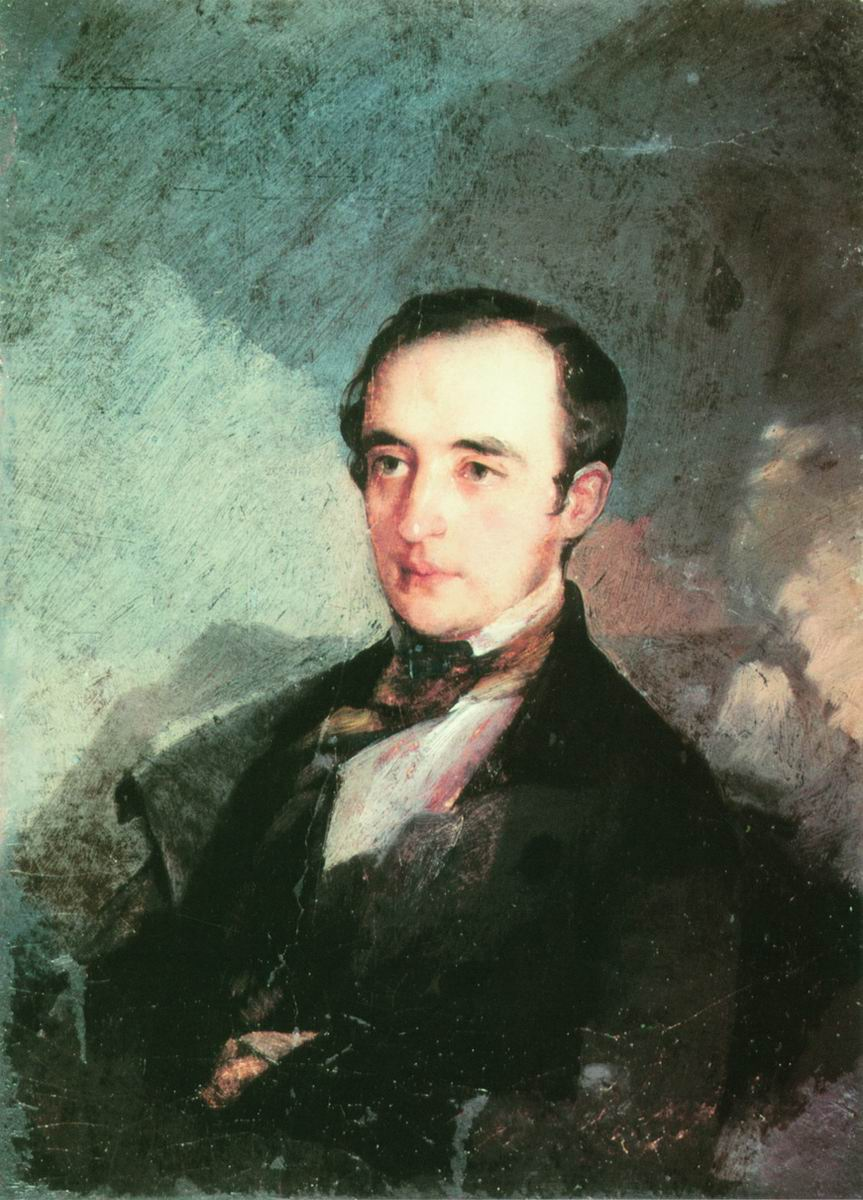
В. Ф. Одоевский, возможно, автор «Положения о правах Сочинителей» 1828 года

Однако непосредственная история авторского права в Российской империи берёт своё начало от выхода нового Цензурного устава (22 апреля 1828 года), подписанного императором Николаем I. Документ содержал главу «О сочинителях и издателях книг», состоящую из 5 статей (§ 135—139), дополненных «Положением о правах Сочинителей».
Статс-секретарь Государственного совета Д. А. Коптев по поводу принятия Положения о правах сочинителей написал:
Проект сего положения вместе с краткой объяснительной запискою о новом направлении, которое должно быть дано цензуре, неизвестно кем составленные, были лично вручены Императором Николаем I председателю Государственного Совета графу Кочубею для внесения на рассмотрение Государственного Совета. 26 марта 1828 года Кочубей передал проект на имя государственного секретаря в департамент законов
Председатель Департамента законов В. А. Пашков выражал сомнения по поводу принятия такого проекта к рассмотрению, но председатель Государственного совета В. П. Кочубей в письме успокаивал Пашкова, заверяя, что проект был вручен ему лично Его Императорским Величеством и предназначен к рассмотрению.
Достоверно неизвестно, кто стал автором проекта Положения, однако литературовед П. Е. Щёголев утверждает, что автором проекта был известный писатель В. Ф. Одоевский, который сознавался в этом в одном из своих неотправленных писем.
Положение стало отправной точкой для всего дальнейшего российского законодательства в области авторского права. Согласно ему, сочинитель и переводчик книги имели «исключительное право пользоваться всю жизнь свою изданием и продажей оной по своему усмотрению как имуществом благоприобретенным», срок защиты был установлен как вся жизнь автора и 25 лет после его смерти, затем произведение «становилось собственностью публики». Защита авторского права зависела от соблюдения автором цензурных правил, а издатели были поставлены в жёсткие рамки из-за оговорки: «печатавший книгу без соблюдения цензурных правил Цензурного устава лишался всех прав на оную». Подробно были описаны вопросы переиздания. Сочинитель мог беспрепятственно напечатать свою книгу вторым изданием при условии, что она была изменена на 2/3 либо книге «дана совершенно новая форма». По общему правилу право второго издания получал как автор, так и издатель, которые могли осуществить повторное издание спустя 5 лет после выдачи соответствующего цензурного разрешения. В Положении нарушители авторского права названы контрафакторами. К их числу относились: те, кто продаёт свою рукопись двум или более лицам без их согласия на такую одновременную продажу; те, кто перепечатал изданную в России книгу за границей и переиздаёт её таким образом в России; те, кто под видом рецензии или иным поводом перепечатывает из других изданий мелкие статьи (даже менее одного печатного листа) и так далее. Судебное производство по факту нарушения авторских прав могло начаться только после подачи жалобы лица, чьи права были нарушены. Такую жалобу следовало подать в срок не более 2 лет с момента нарушения.

## Изменения 1830 года в Положении 1828 года

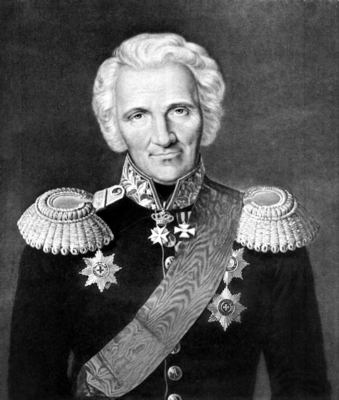
Светлейший князь К. А. Ливен, автор нового проекта «Положения о сочинителях» 1830 года

14 июня 1829 года Министр народного просвещения Российской империи князь К. А. Ливен внёс на рассмотрение Государственного совета проект нового «Положения о правах авторов и художников». Государственный совет выразил желание о принятии дополнения к Положению о правах сочинителей, но по ряду причин исключил из дополнения главы о правах художников. Новое Положение было утверждено Государственным советом 8 января 1830 года и получило название «Положение о правах сочинителей, переводчиков и издателей». Новое Положение решало вопросы по охране статей в журналах, хрестоматий и частных писем. Оно прямо признавало права сочинителей как права собственности на свои произведения и добавило возможность продления срока охраны авторских прав до 35 лет после смерти автора. Положение стало определять права издателей произведений народного творчества и разрешило использовать охраняемые произведения в учебных целях. Также Положение содержало запрет на публикацию частных переписок без согласия адресата и адресанта.
Известен случай, когда А. С. Пушкину по заданию французской комиссии по выработке литературного законодательства написал французский посол, барон Проспер де Барант с целью сбора сведений об авторском праве в России. Пушкин ответил ему письмом на-французском 16 декабря 1836 года. В данном письме Пушкин по непонятной причине описывает и ссылается на Положение 1828 года, несмотря на расширение Положения в 1830 году. Возможно, Пушкин не был знаком с обновлённым Положением или существует вероятность, что письмо было написано до 1830 года.
После этого Положение обновлялось ещё несколько раз. В 1845 году появились Правила о музыкальной собственности, в 1848 году — Положение о художественной собственности, подобное которому предлагал ещё в 1829 году светлейший князь Ливен.

## Изменения в законодательстве 1857 года
...Из заботливости о участи двух сыновей его и незамужней дочери, я не могу равнодушно видеть приближение срока, зная, что сочинения Пушкина еще далеко не у всех русских читателей в руках, и что, с увеличением последних, посторонние люди воспользуются огромными выгодами от предстоящих еще народных его изданий, и труды поэта будут таким образом потеряны для его потомства, обогатив более или менее смышлёных спекуляторов...

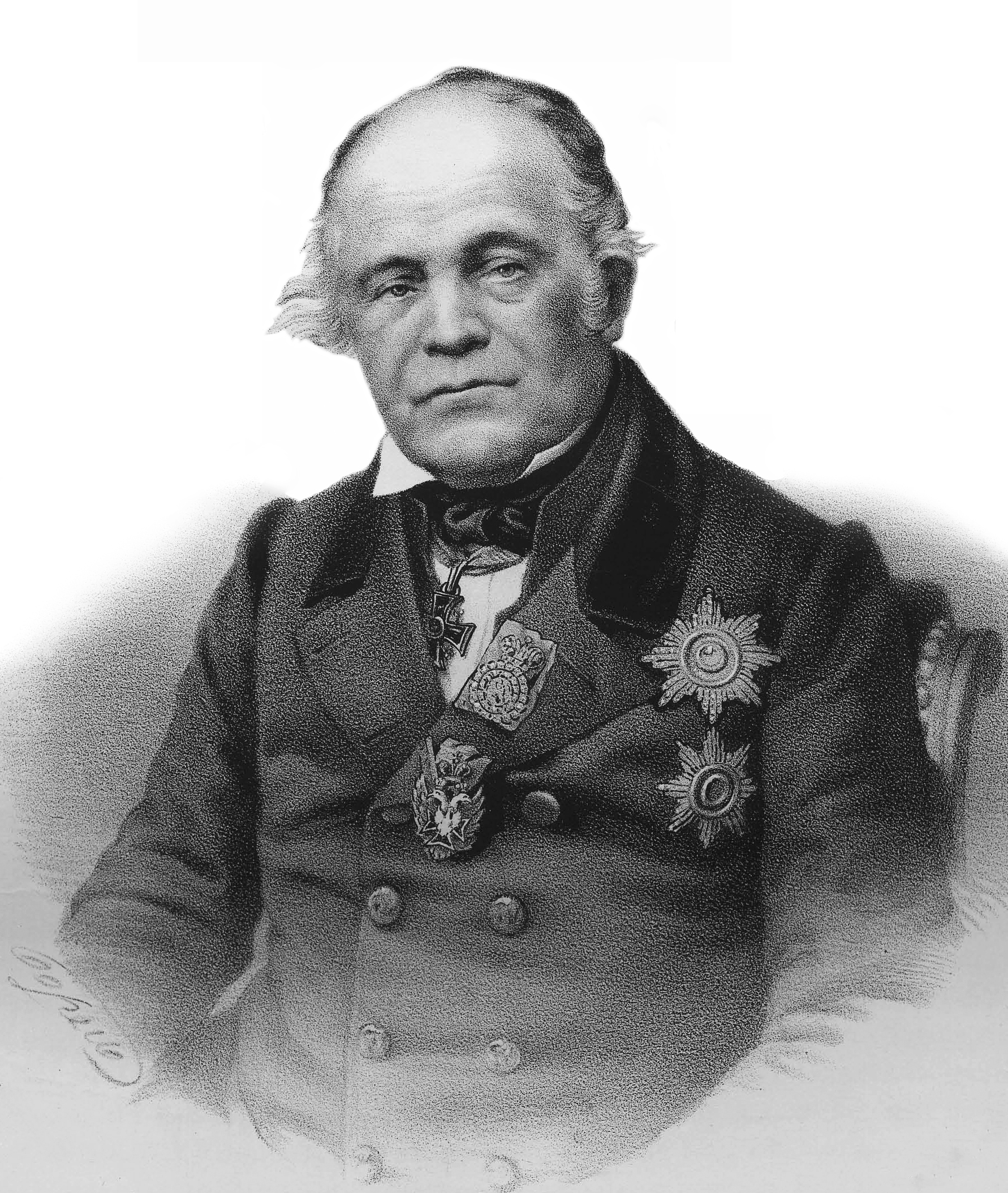
Д. Н. Блудов в новом проекте Положения увеличил срок охраны работ до 50 лет p.m.a.

В ноябре 1856 года вдова Пушкина Н. Н. Ланская написала письмо министру народного просвещения А. С. Норову, в котором просила продлить авторские права на произведения Пушкина. В это время оба сына писателя находились на военной службе, его младшая дочь Наталья была не замужем, единственным её доходом была пенсия от императора Николая I. Наследники поэта собирались получить около 250 000 рублей за первое посмертное издание Пушкина и столько же за издание П. В. Анненкова. Самого Пушкина при жизни занимал вопрос авторского права и он планировал высказать своё мнение, в том числе и о наследниках, однако этому помешала внезапная смерть.
Министр народного просвещения А. С. Норов переадресовал это письмо главноуправляющему Вторым отделением графу Д. Н. Блудову, написавшему после прочтения подробный доклад, в котором он изложил свои мысли по поводу продления срока охраны авторских прав. Блудов в докладе предложил конкретные тезисы, он показал необходимость увеличения срока охраны произведений до 50 лет после смерти автора и применение ретроактивности для умерших авторов, срок охраны на чьи произведения ещё не истёк. Изучив этот доклад, император Александр II дал поручение Блудову составить проект нового узаконения по вопросу авторских прав на литературу и предоставить его на рассмотрение в Государственный совет. Блудов подготовил новый проект и 4 марта 1857 года он был рассмотрен Департаментом законов, а уже 15 апреля представлен Общему собранию Государственного совета. В этот же день проект был утверждён императором.

## Международная политика Российской империи

### Двусторонние конвенции
6 апреля 1861 в Санкт-Петербурге Францией и Россией была подписана Конвенция о литературной и художественной ценности. Конвенция распространялась на «авторов произведений ума или художеств, которым законами одного из государств обеспечивается право собственности или авторства». Произведениями «ума или художеств» считались книги, брошюры, драматические произведения, музыкальные издания, картины, гварюры, планы, географические карты, литографии, рисунки, скульптуры и другие подобные произведения искусства и культуры. К оригинальным произведениям теперь приравнивались переводы, сделанные в одном из государств. В первую очередь, конвенция ставила своей целью искоренение контрафакции между Россией и Францией. Из текста соглашения ясно, что французские и российские авторы получали одни и те же условия как в своём государстве, так и в государстве-партнёре.
Авторы или переводчики в случае контрафакции должны были сами доказывать свои права на украденное произведение. В Российской империи это были свидетельства, выданные цензурным ведомством, а для художественных работ свидетельство Императорской Академии художеств в Петербурге (если художественное произведение было создано в Царстве Польском, то свидетельство получалось в Школе изящных искусств в Варшаве). Во Франции доказательством авторства были свидетельства, выдаваемые отделением книжной торговли при Министерстве внутренних дел в Париже или же в Секретариате префектуры в департаментах. Авторское право российских подданных во Франции и французских подданных в России защищалось в течение всей жизни автора и ещё 20 лет после смерти для прямых наследников, и 10 для наследников по боковой линии родства. Также статьи из периодики одного государства могли быть беспрепятственно перепечатаны в периодической печати другого государства с указанием источника заимствования, если это не запрещал сам автор. Исключением были статьи политического содержания. Также перевозимые книги из одной страны в другую не облагались таможенными пошлинами. Спустя год аналогичная конвенция была заключена между Россией и Бельгией.
|  |  |  |  |  |

### Международные конгрессы
| 1879 | Лондон          |
| 1880 | Лиссабон        |
| 1881 | Вена            |
| 1882 | Рим             |
| 1883 | Амстердам       |
| 1883 | Берн            |
| 1884 | Брюссель        |
| 1885 | Антверпен (III) |
| 1886 | Женева          |
| 1887 | Мадрид          |
| 1889 | Париж           |
| 1892 | Милан           |

В 1858 году 27 по 30 сентября в Брюсселе проходил международный литературный конгресс. В Большом зале Бельгийской академии наук собрались 322 участника, представляющие Бельгию, Великобританию, Данию, Испанию, Италию, Норвегию, Португалию, Россию, США и Швецию. Председателем международного конгресса выступил бывший министр юстиции Бельгии Чарльз Фейдер. Е. Клюне, вспоминая, дурную славу Бельгии как контрафактора, написал: «Старая грешница созывает на обсуждение свои прежние жертвы». Согласно тексту приглашения, целью Брюссельского конгресса было разъяснение отдельным государствам направления развития, которому они должны следовать, заключая конвенции об интеллектуальной собственности.
Работа конгресса проходила в рамках 5 секций, 4 из которых закончили работу в первый же день 27 сентября. Вторая секция работала целых три дня до 30 сентября, она решала вопросы литературной собственности. Конгресс лично посещал король Бельгии Леопольд I, интересовавшийся дискуссиями и позже принимавший членов конгресса у себя во дворце. Камнем преткновения для секции стал вопрос о бессрочности авторского права, 30 сентября «против» проголосовали 56 членов, тогда как «за» только 36, окончательное решение было подтверждено решением общего собрания конгресса.
Далее состоялись международные конгрессы в Антверпене в 1861 и 1877 годах. Конгресс 1877 года совпал с торжествами в память о Рубенсе. Во время Всемирной выставки 1878 года, проходившей в Париже, состоялись литературный и художественный конгрессы. Делегацию от Российской империи представляли И. С. Тургенев, П. Д. Боборыкин, М. М. Ковалевский, Б. А. Чивилев (корреспондент одесской газеты «Правда»), С. Ф. Шарапов, Л. А. Полонский и В. В. Чуйко. Знаменитый французский писатель Виктор Гюго был избран почётным президентом конгресса, а русский прозаик И. С. Тургенев стал вице-президентом конгресса, принимал активное участие в работе конгресса и председательствовал на заседаниях.
На первом заседании конгресса, состоявшемся 30 мая 1878 года, присутствовало порядка 150 человек. Главными темами для трёх избранных комиссий были вопросы, связанные с ограждением прав литературной собственности и изучением экономического положения писателей в государствах-участниках. На четвёртом заседании конгресса с речами выступали Абу, Гюго, Тургенев и другие писатели. Виктор Гюго в своей речи характеризовал литературу как двигатель прогресса, отметив её большое гуманистическое значение. Тургенев выступал сразу после Гюго, он читал свою небольшую речь на французском и в ней показал определяющее влияние на русскую литературу со стороны французской. Он разделил историю русской литературы на 3 ключевых момента (1678, 1778 и 1878 годы). Речь была воспринята в России неоднозначно и неоднократно критиковалась за «натянутость» и преувеличение вклада французской литературы в русскую, недооценку самобытности последней.
Конгресс 1878 года в Париже имел большое значение для всей системы международного авторского права, так как именно на нём была высказана необходимость создания международного общества по обсуждению авторских прав, что в дальнейшем вылилось в создание Бернского союза и в подписание странами Бернской конвенции.

### Бернская конвенция

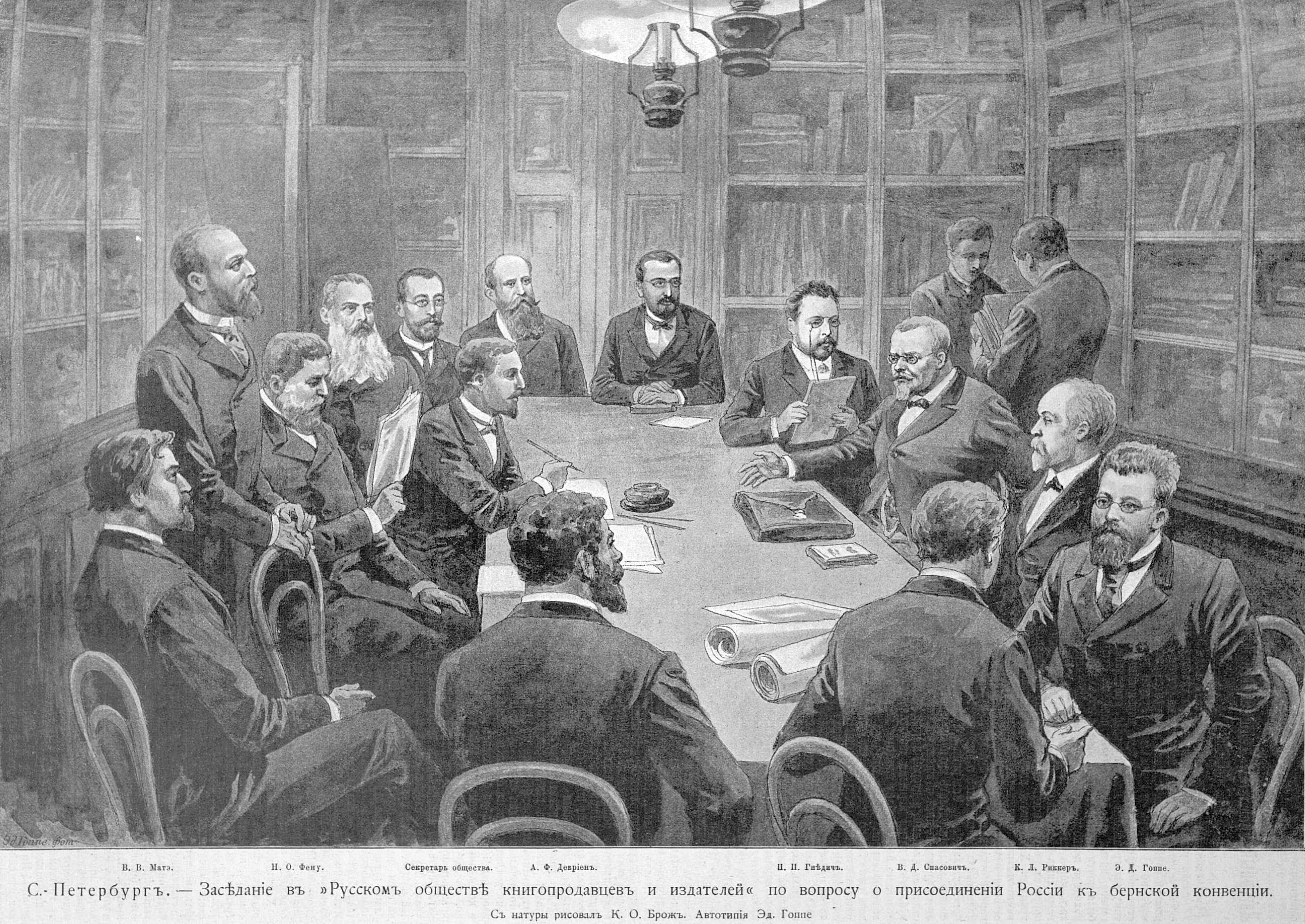
Обсуждение присоединения России к Бернской конвенции, 1893 год

К концу 1870-х годов количество двусторонних конвенций между государствами настолько возросло, что авторам порой приходилось изучать не только конвенции, заключённые между его государством и другими, а также ратифицированные конвенции тех государств с третьими, что было очень трудоёмко и неудобно. Также постоянно возникали несоответствия по срокам охраны авторских прав. Сразу после Парижской конвенции было образовано международное общество «Association litteraire internationale», которое стало ежегодно организовывать конгрессы. Впервые идея Бернского союза в том виде, в каком он существует сейчас, была высказана на Римском конгрессе в 1882 году. Уже в 1883 году в Берне собирается экстренное собрание с обсуждением нового проекта — прототипа Бернской конвенции. 8 декабря 1883 года проект был разослан развитым странам с приглашением принять участие в следующем конгрессе, намеченном через год. Первое официальное заседание по обсуждению нового Союза состоялось 8 сентября в Берне, среди 14 стран участниц не было Российской империи, хотя она получала приглашение. После сложного обсуждения был принят более полный проект и также разослан цивилизованным государствам, дабы они могли ознакомиться с ним и через год снова встретиться в Берне. Вторая официальная конференция проходила в сентябре 1885 года снова без России. Приглашение на подписание конвенции было выслано в 45 государств, но на подписание в Берн в 1886 году прибыли представители Англии, Бельгии, Гаити, Германии, Испании, Италии, Либерии, Туниса, Франции и Швейцарии; в качестве наблюдателей выступили США и Япония.

### Отказ от международных конвенций
Причин, по которым Российская империя так и не присоединилась к Бернской конвенции, было несколько. Следует упомянуть, что в это время наблюдался спад интересов властей России к международному сотрудничеству в сфере авторского права по той причине, что «русское правительство проявляло исключительную склонность к политике самоизоляции».
В 1893 году в Париже проходила внушительная демонстрация, так называемые «русские празднества», на которой чествовали русских моряков, пришедших с эскадрой в Тулон. Российская и французская журналистика широко освещали это событие в печати. Одним из событий празднеств стал обед, данный русскими журналистами в честь французской печати. Инициаторами этого обеда были редактор «Нового времени» А. С. Суворин, издатель «Недели» П. А. Гайдебуров, редактор «Света» В. В. Комаров, сотрудники «Новостей» и «Русского вестника» Е. В. де Роберти и С. С. Татищев. Банкет был дан в Париже в Hotel Continental 26 октября в присутствии 128 приглашенных. Среди выступавших с речами был французский писатель Эмиль Золя.
Выше союза между двумя народами стоит союз между всеми народами. Это, пожалуй, мечта, но отчего же не мечтать об этом? Отчего не надеяться, что в этом-то и заключается ныне стремление добрых чувств человека, и отчего не поручить выполнение этого дела писателям <...> Итак, я пью за русскую литературу, за русскую печать, самую симпатичную, самую гостеприимную для французских писателей.Э. Золя на обеде 26 октября 1893 года
Судя по ряду записок Золя к де Роберти и Суворину, он неоднократно встречался с ними в октябре 1893 года. В этом же году несколько французских литературных обществ отправляли И. Д. Гальперина-Каминского в Российскую империю с дипломатической миссией, направленной на изменение ситуации и склонение России к подписанию международных соглашений, касающихся авторского права. Известно, что Э. Золя написал Гальперину-Каменскому короткое напутственное письмо:
Отправляйтесь же и заявите во всеуслышание, что мы все за вас, что мы все желаем, чтобы русская печать вас поддержала и добилась бы, наконец, признания литературной собственности в обеих странах. Это было бы прекрасным братским и культурным делом.Письмо Э. Золя к И. Д. Гальперину-Каминскому, 10 сентября 1893

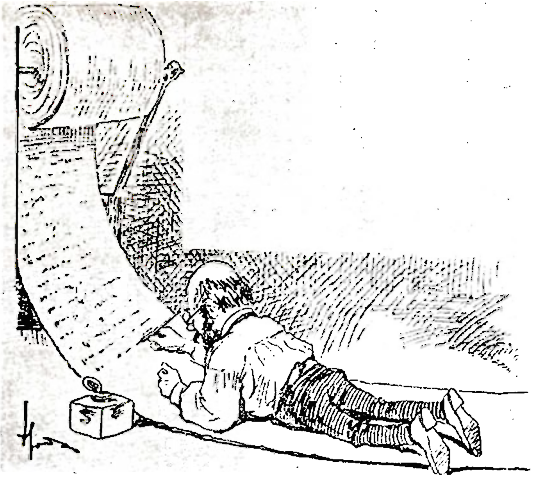
Карикатура: «Золя печатает во французских газетах своё воззвание к русской печати об установлении литературной конвенции», журнал «Стрекоза», 1894.

В декабре 1893 года Золя в номере «Le Temps» опубликовал «Открытое письмо к русской печати», в котором призывал Россию присоединиться к международным соглашениям о литературной и художественной собственности. Это послание перепечатали крупнейшие российские газеты. Золя в письме обращался напрямую к российским авторам и издателям, считая, что именно они могут повлиять на правительство и подтолкнуть его к подписанию конвенции с Францией. В подтверждение своих слов, французский писатель приводит несколько случаев, когда контрафакция в России по отношению к его изданиям вредила не только ему самому, но и издателям в России. Хотя письмо Золя не привело к каким-либо результатам, оно широко обсуждалось в российской печати и стало предметом оживлённой полемики.
Ещё одной причиной отказа России от подписания конвенции стало нежелание государства считаться с международным авторским правом из-за содержания министерством императорского двора театров, которые обходились бы слишком дорого после подписания конвенции. По мнению И. И. Янжула, для Российской империи было крайне невыгодно заключать подобные конвенции, двусторонние или международные. В одной из своих статей он делает подобный разбор этой темы и приводит несколько весомых доводов в поддержку своей точки зрения. Россия многократно проигрывала Западной Европе по вывозу своих книг за границу. Следовательно, иностранные государства получали бы от России больше, чем она получала бы от них. Также Янжулом приводится качественная оценка книжного рынка в России. По его мнению, книжные полки российских магазинов были заполнены в большей степени литературой других стран, всевозможными перепечатками западных изданий и адаптациями их, тогда как оригинальная российская литература 1890-х годов находится в упадническом состоянии и не способна конкурировать ни с одним западным книжным рынком. То же касалось и научной литературы: например, медицинская литература в подавляющем большинстве своём была переводной. В заключение И. И. Янжул пишет:
Интерес небольшой кучки русских писателей не может вознаградить ущерб для интересов просвещения всего русского народа, в случае потери для нас права на свободный перевод и доступ и следовательно пользование многими тысячами произведений иностранного гения и искусства.И. И. Янжул
А. А. Пиленко вступает в дискуссию с Янжулом и приводит статистику, говорящую, что российская книжность не так уж и бедна, а засилье переводами не настолько большое, чтобы считать его подавляющим. Н. А. Рубакин в своём исследовании показывает, что в нижегородской библиотеке Эмара читали в 1,5 раза больше, чем Салтыкова-Щедрина, Монтепена — больше Островского, Гоголя, Некрасова, Пушкина и Гончарова, в 3 раза больше Лермонтова и в 5 раз больше Жуковского. На это исследование опирался также и Янжул, однако Пиленко делает выводы Янжула ошибочными, так как в исследовании Рубакина указаны цифры на оригинальные произведения, а не переводы. Ещё одной проблемой контрафакции в отсутствие подписанных Россией конвенций стало то искажение, какому подвергалось большинство произведений в переводах на иностранные языки. Например, в одном французском издании из «Записок охотника» И. С. Тургенева были вырезаны некоторые важные части и, наоборот, сделаны неуместные вставки, превратив цикл рассказов в «странные истории». Всё это, по мнению Пиленко, вредило имиджу русской литературы, известной во всём мире; читатели, благодаря плохому и скорому переводу из-за конкуренции издательств в скорости выпуска произведений, получали совсем не то произведение, которое создал автор. Честным издательствам было трудно конкурировать с контрафакторами, печатающими переводные произведения без уплаты авторских гонораров. Для издателей, которые публиковали переводную контрафакцию и конкурировали между собой, проблема была в том, что они конкурируя друг с другом вынуждены были постоянно понижать цену, что в конце концов приводило к закрытию и тех и других из-за банкротства.

## Закон об авторском праве 1911 года

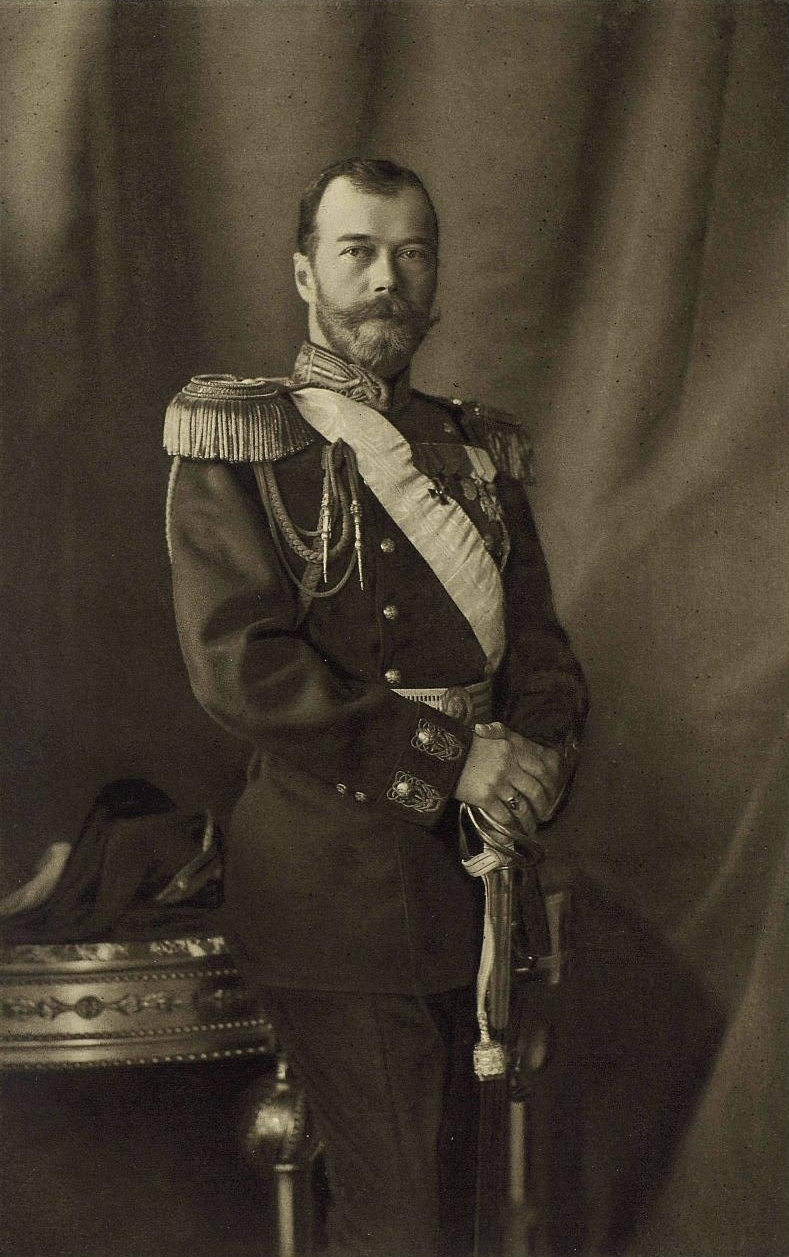
«Быть по сему» было написано рукой Николая II на подлиннике закона 20 марта 1911 года

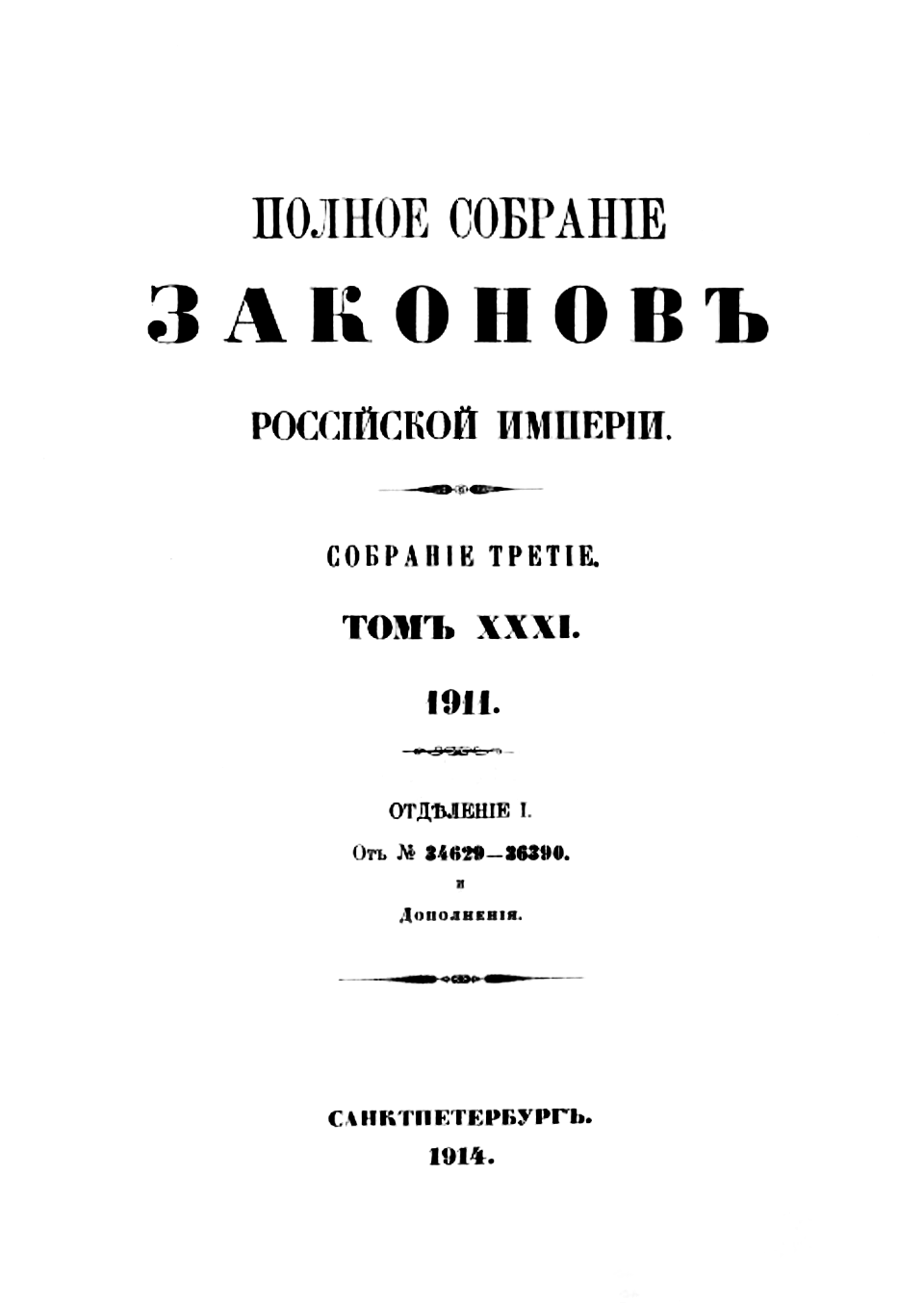
Титульный лист XXXI тома полного собрания законов, где был напечатан закон 1911 года

Ещё в конце XIX века стало ясно, что точечные усовершенствования норм и правил не в состоянии в полной мере обеспечить охрану авторских прав, необходима была глубокая реформа в сфере защиты интеллектуальной собственности. В 1897 году Государственный совет начал подготовку закона об авторском праве, который бы отвечал запросам времени. 20 марта 1911 года в Российской империи принят «Закон об авторском праве». Наибольшее влияние на российский закон оказало германское законодательство, в меньшей мере французское. За образцы при подготовке закона 1911 года были взяты немецкие законы 1901 и 1907 годов, а также некоторые положения Бернской конвенции. Новый закон был очень современным, ориентируясь на западноевропейскую доктрину авторского права, согласно которой права делились на личные неимущественные и имущественные.
Закон содержал Общую часть, в которой подробно излагались основные понятия: перечень объектов авторского права, срок действия охраны, правила правопреемственности, нарушения, средства защиты интеллектуальной собственности и тому подобное. За этим шли главы, отдельно рассматривавшие в себе литературные произведения (глава 2), музыкальные работы (глава 3), публичное использование драматических, музыкальных и музыкально-драматических произведений (глава 4); художественные (глава 5) и фотографические произведения (глава 6). В 7 главе рассматривался издательский договор. Отмечается, что многие правила нового закона носили прогрессивный для России характер. Например, в статье 9 указано, что договоры об отчуждении авторского права относительно будущих произведений автора сохраняют силу на срок не дольше 5 лет, хотя бы в договоре была установлена большая его продолжительность или бессрочность. Также российское законодательство отказалось от термина «литературная и художественная собственность», заменив его более обтекаемым понятием «исключительные права». С другой стороны, Российская империя всё также не была участником Бернской конвенции, что делало её контрафактором, чьи издатели свободно использовали иностранные произведения в своих целях. Также новый закон никак не защищал авторские права кинематографистов.
Несмотря на это, новый закон был довольно проработанным, в нём, помимо прочих, были учтены права даже составителей сборников фольклора. Составители таких сборников, в отличие от других авторов, получали права на свои произведения в течение 50 лет с момента их издания. Закон не запрещал другим составителям публиковать свои сборники в собственных обработках или в других сборниках. Издатели периодики получали права на свои издания в течение 25 лет с момента публикации.
Срок исковой давности по требованиям, предъявляемым в связи с нарушением авторских прав, был увеличен до 5 лет. Иск о нарушении авторского права по желанию истца мог быть предъявлен в рамках гражданского судопроизводства, а не уголовного. Закон делил нарушителей авторского права на две категории: лица умышленно или по неосторожности нарушившие авторские права — обязаны возместить потерпевшему причинённый ему ущерб; лица, в чьих действиях не было злого умысла — возмещают автору причинённый вред, но не более полученной ими прибыли. Размеры вознаграждений устанавливались судом в частном порядке.
После принятия закона 1911 года Россия всё-таки заключила ряд двусторонних конвенций об авторском праве с Францией (1912), Германией (1913), Бельгией (1915) и Данией (1915).

## Комментарии
1. ↑  «Верх» — дворцовый верхний этаж, где проживала царская семья.
2. ↑  Шершеневич отмечает, что здесь нет защиты частной литературной собственности, а защищается только промышленный интерес издателя.
3. ↑  Например, британский Статут королевы Анны был принят ещё в 1709 году, в США первый Закон об авторском праве приняли в 1790 году, во Франции права авторов были защищены законами, принятыми в период с 1791 по 1793 год.
4. ↑  лат. Post mortem auctoris — после смерти автора.
5. ↑  Переводчики получали только право на перевод, оригинальное же произведение оставалось принадлежать автору на его родине.
6. ↑  В отличие от России, Франция заключила порядка 24 таких конвенций с разными странами (Доклад Д. Н. Блудова, 1857 г.).
7. ↑  Однако из Франции в Россию без таможенных пошлин можно было ввезти только книги, а из России во Францию без пошлин можно было ввезти помимо книг нотные издания, литографии, гравюры, географические карты.
8. ↑  Осенью 1883 года в Берне прошло дополнительное заседание общества, там был создан Бернский союз и предложен проект Бернской конвенции. С этого момента бернские конференции проходили ежегодно вплоть до подписания Бернской конвенции в 1886 году.
9. ↑  Сменилось название общества на Association Littéraire et Artistique Internationale
10. ↑  В первой половине XIX века многими законодателями серьёзно рассматривался вопрос о бессрочности авторского права. Например, в Великобритании отказ от этого правила произошёл в 1774 году после дела Дональдсона—Брекета
11. ↑  И. Д. Боборыкин писал «из всех представителей иностранных бюро не было положительно ни одного, не только равного Тургеневу по таланту и имени, но и подходящего к нему» (Боборыкин И. Д. Международный литературный конгресс // Русский вестник. — 1878. — № 155 (20 июня).)
12. ↑  Позже сам Тургенев признавал, что в его речи был ряд ошибок и неточностей, это он объяснял необходимостью «всё подтянуть к 1878-му г.» (Тургенев И. С. Письмо к Н. В. Ханыкову от 14 июня 1878 г. // Письма. — М. : Наука, 1978. — Т. XII.)
13. ↑  Янжул пишет, что в 1891 году Российская империя вывезла книг всего лишь на 570 тысяч рублей, тогда как Англия по устаревшим на тот момент сведениям ежегодно вывозила своих книг на не менее чем 10 миллионов российских рублей.
14. ↑  Пиленко приводит конкретные цифры. По состоянию на 1894 год в среднем беллетристические журналы заполнены переводами на 40%, а научные всего на 5%
15. ↑  Здесь речь идёт о Берлинской редакции Бернской конвенции по охране литературных и художественных произведений от 13 ноября 1908 года.
16. ↑  Заключённые после принятия закона конвенции носили краткосрочный характер и не превышали пяти лет. После октябрьской революции они фактически прекратили своё действие.